# Massimiliano Gallelli
Massimiliano Gallelli (Cremona, 1863 – Sanremo, 1956) è stato un pittore italiano.
Si formò all'Accademia di Brera, allievo di Giuliano. Si trasferisce poi a Roma sotto l'ala di Maccari, dopo aver vinto il concorso Ferrari. Fu direttore della Scuola d'Arte di Velletri fino al 1896; in seguito si stabilì a Nizza, dove fu vicepresidente dell'Accademia di Pittura e cultura dal 1910 al 1923.
Tra i temi delle sue opere vi sono paesaggi, figure femminili, fanciullezza, panorami parigini e scene allegoriche.
Ha eseguito diverse opere allegoriche, tra cui Il Tè e il Caffè e Il fumo e l'oppio, per un concorso presso il Casinò di Monte Carlo. A Legnano ha dipinto un'allegoria del Sacro Cuore (che si trova a fianco dell'altare maggiore della basilica di San Magno) e ha progettato la Cappella del clero all'ingresso del cimitero monumentale. Sua è anche la colossale tela raffigurante I Garibaldini che entrano a Roma, firmata e datata 1911, conservata nel foyer del Teatro Ventidio Basso di Ascoli Piceno, nella quale si mescolano temi e iconografie di mitologia romana e risorgimentali.